# الکساندرو بالان
الکساندرو بالان (ایتالیایی: Alessandro Ballan؛ زادهٔ ۶ نوامبر ۱۹۷۹) دوچرخه‌سوار اهل ایتالیا است.
وی در مسابقات کشوری و بین‌المللی در مجموع برندهٔ ۱ مدال طلا، ۱ مدال نقره شده‌است.